# Совет при Президенте Российской Федерации по развитию местного самоуправления
Совет при Президенте Российской Федерации по развитию местного самоуправления — совещательный орган при Президенте Российской Федерации, работающий в целях совершенствования государственной политики в области местного самоуправления.

## История
1995-2004
Указом Президента Российской Федерации от 24 августа 1995 г. № 874 образован Совет по местному самоуправлению при Президенте Российской Федерации. Этим же указом утверждено Положение о Совете и его состав.
Указом Президента Российской Федерации от 29 мая 1997 г. № 531 образован Совет по местному самоуправлению в Российской Федерации. Указ Президента от 24 августа 1995 г. № 874 признан утратившим силу. Положения о Совете утверждались Указами Президента Российской Федерации от 29 мая 1997 г. № 531 и от 13 ноября 1998 г. № 1373.

Указом Президента Российской Федерации от 28 мая 2004 г. № 701 признаны утратившими силу Указы Президента Российской Федерации от 29 мая 1997 г. № 531 (которым образован Совет), от 13 ноября 1998 г. № 1373 (которым утверждено последнее Положение о Совете) и от 25 сентября 1999 г. № 1271 (которым утвержден последний состав Совета). Совет прекратил работу.
2007-2023
Указом Президента Российской Федерации от 2 ноября 2007 г. № 1451 образован Совет при Президенте Российской Федерации по развитию местного самоуправления. Этим же указом утверждено Положение о Совете.
Современный совет
19 апреля 2023 года президент РФ Владимир Путин своим указом утвердил обновленный состав Совета по развитию местного самоуправления. Его председателем остался глава государства, заместителем — премьер-министр Михаил Мишустин. Он же возглавил президиум. Заместителем Мишустина на этом посту назначен первый замруководителя администрации президента Сергей Кириенко. Также в состав совета Совета были включены глава аппарата Михаила Мишустина Дмитрий Григоренко, генеральный директор АНО «Россия — страна возможностей» Алексей Комиссаров, а также глава Минсельхоза Дмитрий Патрушев. В региональную и муниципальную части Совета добавлены представители новых территорий РФ.

## Основные задачи Совета
- Разработка государственной политики в области местного самоуправления и мер по её реализации;
- Обеспечение взаимодействия федеральных органов государственной власти, органов государственной власти субъектов Российской Федерации и органов местного самоуправления при реализации государственной политики в области местного самоуправления;
- Рассмотрение проектов федеральных законов, а также проектов указов и распоряжений Президента Российской Федерации по вопросам местного самоуправления;
- Рассмотрение проектов федеральных программ, затрагивающих вопросы местного самоуправления;
- Подготовка ежегодных докладов о положении дел в области местного самоуправления и направлениях его развития;
- Развитие сотрудничества с международными и зарубежными организациями и иностранными государствами в области местного самоуправления;
- Осуществление взаимодействия с общественными объединениями, занимающимися вопросами местного самоуправления;
- Пропаганда и разъяснение целей и задач государственной политики в области местного самоуправления[3].

## Практическая деятельность
Первоначальная роль Совета состояла в подготовке и обсуждению нормативной базы для проведённой Борисом Ельциным реформы муниципального управления. Принятая в 1993 году Конституция РФ декларировала новый взгляд на взаимоотношения органов местного самоуправления и государственной власти, выведя муниципалитеты из вертикали государственного управления. Законодательство РСФСР этой концепции не соответствовало и руководство России столкнулось с необходимостью принятия большого пакета документов, призванного обеспечить работу муниципальных органов в рамках новой Конституции. Созданный в 1995 году Совет по местному самоуправлению при Президенте Российской Федерации стал одной из площадок, на которой шла подготовка нового законодательства, в частности — Федерального закона РФ «Об общих принципах организации местного самоуправления в Российской Федерации» 154-ФЗ.

## Состав Совета
1. Черномырдин Виктор Степанович — Председатель Правительства Российской Федерации (председатель Совета)
2. Рыбкин Иван Петрович — Председатель Государственной Думы Федерального Собрания (сопредседатель Совета, по согласованию)
3. Филатов Сергей Александрович — Руководитель Администрации Президента Российской Федерации (сопредседатель Совета)
4. Шумейко Владимир Филиппович — Председатель Совета Федерации Федерального Собрания (сопредседатель Совета, по согласованию)
5. Слива Анатолий Яковлевич — председатель Комитета Государственной Думы по вопросам местного самоуправления (ответственный секретарь Совета, по согласованию)
6. Адамов Георгий Владимирович — глава администрации г. Моздока Республики Северная Осетия
7. Бабун Рональд Владимирович — вице-президент ассоциации городов Сибири и Дальнего Востока (по согласованию)
8. Бабурин Виктор Сергеевич — глава администрации Дзержинского района Калужской области
9. Беляев Сергей Георгиевич — председатель Госкомимущества России
10. Бенкевич Вячеслав Владимирович — начальник отдела по развитию местного самоуправления Управления Администрации Президента Российской Федерации по работе с территориями
11. Боляк Вячеслав Иванович — глава администрации Кстовского района Нижегородской области
12. Воронин Александр Геннадьевич — начальник Департамента по проблемам местного самоуправления Миннаца России
13. Гальченко Валерий Владимирович — заместитель председателя Московской областной Думы (по согласованию)
14. Говорин Борис Александрович — мэр г. Иркутска
15. Гужвин Анатолий Петрович — глава администрации Астраханской области
16. Доркин Виктор Иванович — глава администрации г. Дзержинского Московской области, председатель центрального совета российского союза местного самоуправления
17. Егоров Николай Дмитриевич — помощник Президента Российской Федерации, в соответствии с Указом Президента Российской Федерации от 1 марта 1996 г. № 301 — Руководитель Администрации Президента Российской Федерации (сопредседатель Совета)
18. Жаравин Иван Андреевич — глава городского самоуправления г. Белозерска Вологодской области
19. Казаков Александр Иванович — начальник Управления Администрации Президента Российской Федерации по работе с территориями
20. Катанандов Сергей Леонидович — глава администрации г. Петрозаводска
21. Киричук Степан Михайлович — мэр г. Тюмени
22. Кирпичников Валерий Александрович — депутат Государственной Думы (по согласованию)
23. Ковалёв Александр Яковлевич — глава администрации Воронежской области
24. Ковлягин Анатолий Фёдорович — глава администрации Пензенской области
25. Кокин Игорь Александрович — глава администрации Остроженского сельсовета Калужской области
26. Коков Валерий Мухамедович — Президент Кабардино-Балкарской Республики
27. Котенков Александр Алексеевич — заместитель Министра Российской Федерации по делам национальностей и региональной политике
28. Краснов Михаил Александрович — помощник Президента Российской Федерации
29. Кузнецов Евгений Степанович — полномочный представитель Президента Российской Федерации по Волгоградской области
30. Лаптев Иван Дмитриевич — председатель Роскомпечати
31. Лубенец Николай Андреевич — глава администрации г. Трехгорного (Златоуст-36) Челябинской области, президент ассоциации закрытых административно-территориальных образований Минатома России
32. Лужков Юрий Михайлович — мэр Москвы
33. Матвецевская Зоя Александровна — глава администрации Покровского сельсовета Даниловского района Ярославской области
34. Меркулов Геннадий Константинович — глава администрации Рязанской области
35. Меркушкин Николай Иванович — председатель Государственного Собрания Республики Мордовия (по согласованию)
36. Миневич Валерий Яковлевич — депутат городского Собрания г. Твери
37. Ножиков Юрий Абрамович — глава администрации Иркутской области
38. Орехов Руслан Геннадьевич — начальник Государственно-правового управления Президента Российской Федерации
39. Панина Елена Владимировна — председатель Российского земского движения (по согласованию)
40. Пансков Владимир Георгиевич — Министр финансов Российской Федерации
41. Пивненко Валентина Николаевна — председатель Палаты Представителей Законодательного Собрания Республики Карелия (по согласованию)
42. Пивоваров Виктор Фёдорович — директор Академии коммунального хозяйства имени К. Д. Памфилова (по согласованию)
43. Позгалев Вячеслав Евгеньевич — мэр г. Череповца Вологодской области
44. Поляк Георгий Борисович — проректор Всероссийского заочного финансово-экономического института (по согласованию)
45. Попкович Роман Семёнович — глава администрации Красногорского района Московской области
46. Рогов Вячеслав Михайлович — глава администрации г. Покрова Владимирской области
47. Родионова Вера Михайловна — заведующая кафедрой Финансовой академии при Правительстве Российской Федерации (по согласованию)
48. Рокецкий Леонид Юлианович — глава администрации Тюменской области
49. Росляков Вячеслав Васильевич — мэр г. Северодвинска Архангельской области
50. Рябов Николай Тимофеевич — Председатель Центральной избирательной комиссии Российской Федерации (по согласованию)
51. Салтыков Анатолий Иванович — глава администрации г. Ижевска
52. Севрюгин Николай Васильевич — глава администрации Тульской области
53. Селиверстов Юрий Иванович — председатель Белгородской областной Думы (по согласованию)
54. Смирнов Борис Михайлович — глава администрации Сергачского района Нижегородской области
55. Смирнягин Леонид Викторович — руководитель направления — начальник отдела региональных проблем Аналитического управления Президента Российской Федерации
56. Собянин Сергей Семёнович — председатель Думы Ханты-Мансийского автономного округа (по согласованию)
57. Степанов Анатолий Михайлович — заместитель Министра юстиции Российской Федерации
58. Строев Егор Семёнович — глава администрации Орловской области
59. Сысуев Олег Николаевич — глава администрации г. Самары
60. Тарасенко Василий Георгиевич — председатель Комитета Совета Федерации по делам Федерации, Федеративному договору и региональной политике (по согласованию). Кандидат юридических наук, автор научной работы «Постулаты Права».
61. Тихомиров Юрий Александрович — первый заместитель директора института законодательства и сравнительного правоведения при Правительстве Российской Федерации (по согласованию)
62. Толоконский Виктор Александрович — мэр г. Новосибирска
63. Туманов Владислав Николаевич — глава администрации Псковской области
64. Тяжлов Анатолий Степанович — глава администрации Московской области
65. Урнов Марк Юрьевич — начальник Аналитического управления Президента Российской Федерации
66. Устюгов Валерий Николаевич — председатель Калининградской областной Думы (по согласованию)
67. Харитонов Евгений Михайлович — глава администрации Краснодарского края
68. Цапин Александр Николаевич — мэр г. Воронежа
69. Чередниченко Игорь Иванович — мэр г. Калининграда Московской области
70. Чубаренко Алексей Иванович — заведующий отделом межрегиональных проблем Департамента по взаимодействию с регионами Российской Федерации Аппарата Правительства Российской Федерации
71. Шаймиев Минтимер Шарипович — Президент Республики Татарстан
72. Шаповалов Сергей Александрович — председатель Комитета Государственной Думы по делам Федерации и региональной политике (по согласованию)
73. Шахрай Сергей Михайлович — заместитель Председателя Правительства Российской Федерации
74. Шеденков Станислав Алексеевич — глава администрации Новомосковского района, г. Новомосковска Тульской области
75. Шпектор Игорь Леонидович — президент ассоциации городов Заполярья и Крайнего Севера (по согласованию)
76. Юркова Светлана Николаевна — мэр г. Шлиссельбурга Ленинградской области, заместитель председателя Законодательного Собрания Ленинградской области (по согласованию)
77. Ясин Евгений Григорьевич — Министр экономики Российской Федерации

Указом Президента Российской Федерации от 1 марта 1996 г. № 301 из состава Совета выведен Филатов С. А.; в состав Совета введен Галазов Ахсарбек Хаджимурзаевич — Президент Республики Северная Осетия — Алания, член Совета Федерации Федерального Собрания Российской Федерации (по согласованию)
1. Ельцин Борис Николаевич — Президент Российской Федерации (председатель Совета)
2. Аяцков Дмитрий Фёдорович — губернатор, председатель правительства Саратовской области
3. Балакшин Павел Николаевич — мэр г. Архангельска
4. Барышников Николай Павлович — председатель Тюменской областной Думы
5. Бойко Максим Владимирович — заместитель Руководителя Администрации Президента Российской Федерации (секретарь Совета)
6. Брычёва Лариса Игоревна — заместитель начальника Главного государственно-правового управления Президента Российской Федерации
7. Вишняков Виталий Евгеньевич — председатель Читинской областной Думы (по согласованию)
8. Говорин Борис Александрович — мэр г. Иркутска, президент Ассоциации сибирских и дальневосточных городов
9. Густов Вадим Анатольевич — губернатор Ленинградской области
10. Доркин Виктор Иванович — мэр г. Дзержинского Московской области, председатель центрального совета Российского союза местного самоуправления
11. Досов Гафур Жангалиевич — глава Алтынжарского сельсовета Володарского района Астраханской области
12. Зимина Нина Григорьевна — глава местного самоуправления г. Галича Костромской области
13. Иванченко Александр Владимирович — Председатель Центральной избирательной комиссии Российской Федерации (по согласованию)
14. Иконников Владимир Васильевич — глава администрации — председатель городского собрания г. Омутнинска Кировской области, председатель Ассоциации малых вятских городов Кировской области
15. Катанандов Сергей Леонидович — глава местного самоуправления г. Петрозаводска, президент Ассоциации местного самоуправления Республики Карелия
16. Киричук Степан Михайлович — мэр г. Тюмени
17. Коваль Валерий Николаевич — глава администрации г. Тамбова
18. Корсунов Александр Владимирович — глава местного самоуправления г. Новгорода, вице-президент Союза городов Северо-Запада России
19. Кох Альфред Рейнгольдович — Заместитель Председателя Правительства Российской Федерации — председатель Госкомимущества России
20. Краснов Михаил Александрович — помощник Президента Российской Федерации
21. Куликов Анатолий Сергеевич — Заместитель Председателя Правительства Российской Федерации — Министр внутренних дел Российской Федерации
22. Литвинов Валерий Иванович — глава местного самоуправления Косихинского района Алтайского края
23. Лихачев Василий Николаевич — заместитель Председателя Совета Федерации Федерального Собрания Российской Федерации, Председатель Государственного Совета Республики Татарстан (по согласованию)
24. Лубенец Николай Андреевич — глава г. Трехгорного Челябинской области
25. Лужков Юрий Михайлович — мэр Москвы
26. Минц Борис Иосифович — начальник Управления Президента Российской Федерации по вопросам местного самоуправления (заместитель секретаря Совета)
27. Михайлов Вячеслав Александрович — Министр Российской Федерации по делам национальностей и федеративным отношениям
28. Михайлов Владимир Васильевич — глава г. Кемерово
29. Немцов Борис Ефимович — Первый заместитель Председателя Правительства Российской Федерации — Министр топлива и энергетики Российской Федерации
30. Павлов Валерий Михайлович — председатель Тверской городской Думы
31. Пилюкова Любовь Михайловна — глава администрации Кулейской волости Псковской области
32. Позгалев Вячеслав Евгеньевич — губернатор Вологодской области
33. Поляков Андрей Александрович — председатель Комитета Государственной Думы по вопросам местного самоуправления (по согласованию)
34. Поносова Светлана Ивановна — мэр г. Белогорска Амурской области
35. Рогов Вячеслав Михайлович — глава администрации г. Покрова Владимирской области
36. Россель Эдуард Эргартович — губернатор Свердловской области
37. Рощупкин Валерий Павлович — мэр г. Омска
38. Салтыков Анатолий Иванович — глава местного самоуправления — мэр г. Ижевска
39. Самойленко Валерий Александрович — мэр г. Краснодара, президент Ассоциации городов Юга России, вице-президент Союза российских городов
40. Скляров Иван Петрович — глава местного самоуправления г. Нижний Новгород
41. Слива Анатолий Яковлевич — полномочный представитель Президента Российской Федерации в Совете Федерации Федерального Собрания Российской Федерации
42. Собянин Сергей Семёнович — председатель Думы Ханты-Мансийского автономного округа (по согласованию)
43. Страхов Александр Витальевич — глава местного самоуправления Перевозского района Нижегородской области
44. Сысуев Олег Николаевич — Заместитель Председателя Правительства Российской Федерации — Министр труда и социального развития Российской Федерации
45. Сычев Анатолий Павлович — председатель Комитета Совета Федерации по делам Федерации, Федеративному договору и региональной политике, председатель Новосибирского областного Совета депутатов (по согласованию)
46. Толоконский Виктор Александрович — мэр г. Новосибирска, вице-президент Союза российских городов
47. Фархутдинов Игорь Павлович — губернатор Сахалинской области
48. Чернецкий Аркадий Михайлович — глава г. Екатеринбурга
49. Чернышев Михаил Анатольевич — мэр г. Ростова-на-Дону
50. Чехов Юрий Викторович — глава администрации г. Волгограда
51. Чубайс Анатолий Борисович — Первый заместитель Председателя Правительства Российской Федерации — Министр финансов Российской Федерации
52. Шаталов Михаил Михайлович — глава администрации г. Владикавказа
53. Шереметьева Элеонора Михайловна — глава Угличского муниципального округа Ярославской области
54. Шохин Александр Николаевич — первый заместитель Председателя Государственной Думы Федерального Собрания Российской Федерации (по согласованию)
55. Шубин Михаил Владимирович — мэр г. Обнинска Калужской области
56. Шурчанов Валентин Сергеевич — Председатель Государственного Совета Чувашской Республики (по согласованию)
57. Юмашев Валентин Борисович — Руководитель Администрации Президента Российской Федерации
58. Юрлин Юрий Петрович — глава местного самоуправления г. Снежногорска Мурманской области

1. Ельцин Борис Николаевич — Президент Российской Федерации (председатель Совета)
2. Аяцков Дмитрий Фёдорович — губернатор, председатель правительства Саратовской области
3. Балакшин Павел Николаевич — мэр г. Архангельска
4. Брычева Лариса Игоревна — заместитель начальника Главного государственно-правового управления Президента Российской Федерации
5. Вишняков Виталий Евгеньевич — председатель Читинской областной Думы (по согласованию)
6. Говорин Борис Александрович — губернатор Иркутской области
7. Густов Вадим Анатольевич — губернатор Ленинградской области
8. Доркин Виктор Иванович — мэр г. Дзержинского Московской области
9. Досов Гафур Жангалиевич — глава Алтынжарского сельсовета Володарского района Астраханской области
10. Жилкин Сергей Фёдорович — мэр г. Тольятти Самарской области
11. Зимина Нина Григорьевна — глава местного самоуправления г. Галича Костромской области
12. Иванченко Александр Владимирович — Председатель Центральной избирательной комиссии Российской Федерации (по согласованию)
13. Иконников Владимир Васильевич — глава администрации — председатель городского собрания г. Омутнинска Кировской области, председатель Ассоциации малых вятских городов Кировской области
14. Катанандов Сергей Леонидович — Председатель Правительства Республики Карелия
15. Киричук Степан Михайлович — мэр г. Тюмени, президент Муниципального союза Тюменской области
16. Комиссар Михаил Витальевич — заместитель Руководителя Администрации Президента Российской Федерации (секретарь Совета)
17. Корсунов Александр Владимирович — мэр г. Новгорода, президент Союза городов Северо-Запада России
18. Краснов Михаил Александрович — советник Руководителя Администрации Президента Российской Федерации
19. Кузьмин Михаил Владимирович — глава г. Ставрополя
20. Литвинов Валерий Иванович — глава местного самоуправления Косихинского района Алтайского края
21. Лубенец Николай Андреевич — глава г. Трехгорного Челябинской области, президент Ассоциации муниципальных образований закрытых административно-территориальных образований Минатома России
22. Лужков Юрий Михайлович — мэр Москвы
23. Минц Борис Иосифович — начальник Управления Президента Российской Федерации по вопросам местного самоуправления (заместитель секретаря Совета)
24. Михайлов Владимир Васильевич — глава г. Кемерово
25. Немцов Борис Ефимович — Заместитель Председателя Правительства Российской Федерации, в соответствии с Указом Президента Российской Федерации от 22 сентября 1998 г. № 1145 — заместитель Председателя Совета по местному самоуправлению в Российской Федерации на общественных началах
26. Павлов Валерий Михайлович — председатель Тверской городской Думы
27. Пилюкова Любовь Михайловна — глава администрации Кулейской волости Псковской области
28. Пимашков Пётр Иванович — глава г. Красноярска
29. Позгалев Вячеслав Евгеньевич — губернатор Вологодской области
30. Поляков Андрей Александрович — председатель Комитета Государственной Думы по вопросам местного самоуправления (по согласованию)
31. Поносова Светлана Ивановна — глава администрации г. Белогорска Амурской области
32. Рогов Вячеслав Михайлович — глава местного самоуправления г. Покрова Владимирской области, председатель Ассоциации малых городов Владимирской области
33. Россель Эдуард Эргартович — губернатор Свердловской области
34. Рощупкин Валерий Павлович — глава городского самоуправления г. Омска, президент Ассоциации сибирских и дальневосточных городов
35. Рыжков Владимир Александрович — Первый заместитель Председателя Государственной Думы Федерального Собрания Российской Федерации
36. Салтыков Анатолий Иванович — глава местного самоуправления — мэр г. Ижевска, председатель президиума Российского союза местных властей
37. Самойленко Валерий Александрович — глава городского самоуправления — мэр г. Краснодара, президент Ассоциации городов Юга России
38. Сапиро Евгений Саулович — Министр региональной и национальной политики Российской Федерации
39. Скляров Иван Петрович — губернатор Нижегородской области, председатель Комитета Совета Федерации по делам Федерации, Федеративному договору и региональной политике
40. Слива Анатолий Яковлевич — полномочный представитель Президента Российской Федерации в Совете Федерации Федерального Собрания Российской Федерации
41. Собянин Сергей Семёнович — председатель Думы Ханты-Мансийского автономного округа (по согласованию)
42. Степашин Сергей Вадимович — Министр внутренних дел Российской Федерации
43. Страхов Александр Витальевич — глава местного самоуправления Перевозского района Нижегородской области
44. Сухих Валерий Александрович — председатель Пермской городской Думы
45. Сысуев Олег Николаевич — Заместитель Председателя Правительства Российской Федерации
46. Толоконский Виктор Александрович — глава городского самоуправления — мэр г. Новосибирска
47. Фархутдинов Игорь Павлович — губернатор Сахалинской области
48. Филиппов Павел Дмитриевич — мэр г. Хабаровска
49. Христенко Виктор Борисович — Заместитель Председателя Правительства Российской Федерации
50. Чернецкий Аркадий Михайлович — глава г. Екатеринбурга, президент Ассоциации муниципальных образований «Города Урала»
51. Чернышев Михаил Анатольевич — мэр г. Ростова-на-Дону
52. Чехов Юрий Викторович — глава администрации г. Волгограда
53. Шаталов Михаил Михайлович — глава администрации г. Владикавказа
54. Шахрай Сергей Михайлович — полномочный представитель Президента Российской Федерации в Конституционном Суде Российской Федерации
55. Шереметьева Элеонора Михайловна — глава Угличского муниципального округа Ярославской области
56. Шубин Михаил Владимирович — глава городского самоуправления — мэр г. Обнинска Калужской области
57. Шурчанов Валентин Сергеевич — Председатель Государственного Совета Чувашской Республики (по согласованию)
58. Юмашев Валентин Борисович — Руководитель Администрации Президента Российской Федерации
59. Юрлин Юрий Петрович — глава местного самоуправления — глава администрации закрытого административно-территориального образования — г. Снежногорска Мурманской области

1. Ельцин Борис Николаевич — Президент Российской Федерации (председатель Совета)
2. Немцов Борис Ефимович — заместитель председателя Совета по местному самоуправлению в Российской Федерации
3. Аяцков Дмитрий Фёдорович — губернатор, председатель правительства Саратовской области
4. Балакшин Павел Николаевич — мэр г. Архангельска
5. Брычева Лариса Игоревна — заместитель начальника Главного государственно-правового управления Президента Российской Федерации
6. Вишняков Виталий Евгеньевич — председатель Читинской областной Думы (по согласованию)
7. Говорин Борис Александрович — губернатор Иркутской области
8. Густов Вадим Анатольевич — Первый заместитель Председателя Правительства Российской Федерации
9. Доркин Виктор Иванович — мэр г. Дзержинского Московской области
10. Досов Гафур Жангалиевич — глава Алтынжарского сельсовета Володарского района Астраханской области
11. Жилкин Сергей Фёдорович — мэр г. Тольятти Самарской области
12. Зимина Нина Григорьевна — глава местного самоуправления г. Галича Костромской области
13. Иванченко Александр Владимирович — Председатель Центральной избирательной комиссии Российской Федерации (по согласованию)
14. Иконников Владимир Васильевич — глава администрации — председатель городского собрания г. Омутнинска Кировской области, председатель Ассоциации малых вятских городов Кировской области
15. Катанандов Сергей Леонидович — Председатель Правительства Республики Карелия
16. Киричук Степан Михайлович — мэр г. Тюмени, президент Муниципального союза Тюменской области
17. Кирпичников Валерий Александрович — Министр региональной политики Российской Федерации
18. Комиссар Михаил Витальевич — заместитель Руководителя Администрации Президента Российской Федерации
19. Корсунов Александр Владимирович — мэр г. Новгорода, президент Союза городов Северо-Запада России
20. Краснов Михаил Александрович — советник Руководителя Администрации Президента Российской Федерации
21. Кузьмин Михаил Владимирович — глава г. Ставрополя
22. Литвинов Валерий Иванович — глава местного самоуправления Косихинского района Алтайского края
23. Лубенец Николай Андреевич — глава г. Трехгорного Челябинской области, президент Ассоциации муниципальных образований закрытых административно-территориальных образований Минатома России
24. Лужков Юрий Михайлович — мэр Москвы
25. Минц Борис Иосифович — начальник Управления Президента Российской Федерации по вопросам местного самоуправления (секретарь Совета)
26. Михайлов Владимир Васильевич — глава г. Кемерово
27. Павлов Валерий Михайлович — председатель Тверской городской Думы
28. Пилюкова Любовь Михайловна — глава администрации Кулейской волости Псковской области
29. Пимашков Пётр Иванович — глава г. Красноярска
30. Платонов Владимир Михайлович — заместитель Председателя Совета Федерации Федерального Собрания Российской Федерации, председатель Московской городской Думы (по согласованию)
31. Позгалев Вячеслав Евгеньевич — губернатор Вологодской области
32. Поляков Андрей Александрович — председатель Комитета Государственной Думы по вопросам местного самоуправления (по согласованию)
33. Поносова Светлана Ивановна — глава администрации г. Белогорска Амурской области
34. Рогов Вячеслав Михайлович — глава местного самоуправления г. Покрова Владимирской области, председатель Ассоциации малых городов Владимирской области
35. Россель Эдуард Эргартович — губернатор Свердловской области
36. Рощупкин Валерий Павлович — глава городского самоуправления г. Омска, президент Союза российских городов
37. Рыжков Владимир Александрович — Первый заместитель Председателя Государственной Думы Федерального Собрания Российской Федерации (по согласованию)
38. Савенков Анатолий Иванович — председатель Липецкого областного Совета депутатов (по согласованию)
39. Салтыков Анатолий Иванович — глава местного самоуправления — мэр г. Ижевска, председатель президиума Российского союза местных властей
40. Самойленко Валерий Александрович — глава городского самоуправления — мэр г. Краснодара, президент Ассоциации городов Юга России
41. Скляров Иван Петрович — губернатор Нижегородской области, председатель Комитета Совета Федерации по делам Федерации, Федеративному договору и региональной политике
42. Собянин Сергей Семёнович — председатель Думы Ханты-Мансийского автономного округа (по согласованию)
43. Степашин Сергей Вадимович — Министр внутренних дел Российской Федерации
44. Страхов Александр Витальевич — глава местного самоуправления Перевозского района Нижегородской области
45. Сухих Валерий Александрович — председатель Пермской городской Думы
46. Сысуев Олег Николаевич — первый заместитель Руководителя Администрации Президента Российской Федерации
47. Тарасов Николай Михайлович — мэр г. Орска Оренбургской области
48. Толоконский Виктор Александрович — глава городского самоуправления — мэр г. Новосибирска
49. Фархутдинов Игорь Павлович — губернатор Сахалинской области
50. Филиппов Павел Дмитриевич — мэр г. Хабаровска
51. Чернецкий Аркадий Михайлович — глава г. Екатеринбурга, президент ассоциации муниципальных образований «Города Урала»
52. Чернышев Михаил Анатольевич — мэр г. Ростова-на-Дону
53. Чехов Юрий Викторович — глава администрации г. Волгограда
54. Шаталов Михаил Михайлович — глава администрации г. Владикавказа
55. Шереметьева Элеонора Михайловна — глава Угличского муниципального округа Ярославской области
56. Шубин Михаил Владимирович — глава городского самоуправления — мэр г. Обнинска Калужской области
57. Юмашев Валентин Борисович — Руководитель Администрации Президента Российской Федерации
58. Юрлин Юрий Петрович — глава местного самоуправления — глава администрации закрытого административно-территориального образования — г. Снежногорска Мурманской области

Указом Президента Российской Федерации от 2 марта 1999 г. № 261 из состав Совета исключены Комиссар М. В., Юмашев В. Б.; в состав Совета включен Бордюжа Николай Николаевич — Руководитель Администрации Президента Российской Федерации
1. Ельцин Борис Николаевич — Президент Российской Федерации (председатель Совета)
2. Немцов Борис Ефимович — заместитель председателя Совета по местному самоуправлению в Российской Федерации
3. Аяцков Дмитрий Фёдорович — губернатор Саратовской области
4. Баварин Владимир Николаевич — глава городского самоуправления г. Барнаула
5. Балакшин Павел Николаевич — глава муниципального образования — мэр г. Архангельска
6. Брычева Лариса Игоревна — начальник Главного государственно-правового управления Президента Российской Федерации
7. Булакин Николай Генрихович — глава администрации муниципального образования — мэр г. Абакана
8. Ведерников Владимир Павлович — глава муниципального образования г. Уссурийска и Уссурийского района Приморского края, председатель совета Ассоциации муниципальных образований Приморского края
9. Вешняков Александр Альбертович — Председатель Центральной избирательной комиссии Российской Федерации (по согласованию)
10. Вишняков Виталий Евгеньевич — председатель Читинской областной Думы (по согласованию)
11. Волошин Александр Стальевич — Руководитель Администрации Президента Российской Федерации
12. Говорин Борис Александрович — губернатор Иркутской области
13. Доркин Виктор Иванович — мэр г. Дзержинского Московской области
14. Досов Гафур Жангалиевич — глава Алтынжарского сельсовета Володарского района Астраханской области
15. Жилкин Сергей Фёдорович — мэр г. Тольятти Самарской области
16. Зимина Нина Григорьевна — глава самоуправления г. Галича Костромской области
17. Ильин Алексей Юрьевич — мэр г. Тамбова
18. Катанандов Сергей Леонидович — Председатель Правительства Республики Карелия
19. Киричук Степан Михайлович — глава г. Тюмени, президент Муниципального союза Тюменской области
20. Корсунов Александр Владимирович — мэр г. Великий Новгород, президент Союза городов Северо-Запада России
21. Краснов Михаил Александрович — советник Руководителя Администрации Президента Российской Федерации
22. Кузнецов Борис Юрьевич — первый заместитель Председателя Государственной Думы Федерального Собрания Российской Федерации (по согласованию)
23. Кузьмин Михаил Владимирович — глава г. Ставрополя, председатель Ассоциации муниципальных образований Ставропольского края
24. Лубенец Николай Андреевич — глава муниципального образования г. Трехгорного Челябинской области, президент Ассоциации закрытых административно-территориальных образований Минатома России
25. Лужков Юрий Михайлович — мэр Москвы
26. Макаров Александр Сергеевич — мэр г. Томска
27. Матвиенко Валентина Ивановна — Заместитель Председателя Правительства Российской Федерации
28. Минц Борис Иосифович — начальник Управления Президента Российской Федерации по вопросам местного самоуправления (секретарь Совета)
29. Михайлов Вячеслав Александрович — Министр по делам федерации и национальностей Российской Федерации
30. Михайлов Владимир Васильевич — глава г. Кемерово
31. Павлов Валерий Михайлович — председатель Тверской городской Думы (по согласованию)
32. Пилюкова Любовь Михайловна — глава местного самоуправления Кулейской волости Псковской области
33. Пимашков Пётр Иванович — глава г. Красноярска
34. Платонов Владимир Михайлович — заместитель Председателя Совета Федерации Федерального Собрания Российской Федерации, председатель Московской городской Думы (по согласованию)
35. Позгалев Вячеслав Евгеньевич — губернатор Вологодской области
36. Поляков Андрей Александрович — председатель Комитета Государственной Думы по вопросам местного самоуправления (по согласованию)
37. Поносова Светлана Ивановна — глава администрации г. Белогорска Амурской области
38. Рогов Вячеслав Михайлович — глава местного самоуправления г. Покрова Владимирской области
39. Рокецкий Леонид Юлианович — губернатор Тюменской области
40. Россель Эдуард Эргартович — губернатор Свердловской области
41. Рощупкин Валерий Павлович — глава городского самоуправления г. Омска, президент Союза российских городов
42. Рушайло Владимир Борисович — Министр внутренних дел Российской Федерации
43. Савенков Анатолий Иванович — председатель Липецкого областного Совета депутатов (по согласованию)
44. Салтыков Анатолий Иванович — глава городского самоуправления — мэр г. Ижевска, председатель президиума Российского союза местных властей, вице-президент Конгресса местных и региональных властей Европы
45. Самойленко Валерий Александрович — глава городского самоуправления г. Краснодара, президент Ассоциации городов Юга России
46. Скляров Иван Петрович — губернатор Нижегородской области, председатель Комитета Совета Федерации по делам Федерации, Федеративному договору и региональной политике
47. Собянин Сергей Семёнович — председатель Думы Ханты-Мансийского автономного округа, председатель Комитета Совета Федерации по конституционному законодательству и судебно-правовым вопросам (по согласованию)
48. Страхов Александр Витальевич — глава местного самоуправления Перевозского района Нижегородской области
49. Сухих Валерий Александрович — председатель Пермской городской Думы (по согласованию)
50. Тарасов Николай Михайлович — мэр г. Орска Оренбургской области, председатель Союза муниципальных образований Оренбургской области
51. Толоконский Виктор Александрович — мэр г. Новосибирска, президент Ассоциации сибирских и дальневосточных городов
52. Фархутдинов Игорь Павлович — губернатор Сахалинской области
53. Филиппов Павел Дмитриевич — мэр г. Хабаровска
54. Христенко Виктор Борисович — Первый заместитель Председателя Правительства Российской Федерации
55. Чернецкий Аркадий Михайлович — глава г. Екатеринбурга, президент Ассоциации муниципальных образований «Города Урала»
56. Чернышев Михаил Анатольевич — мэр г. Ростова-на-Дону, председатель Ассоциации муниципальных образований Ростовской области
57. Чехов Юрий Викторович — глава администрации г. Волгограда
58. Шаталов Михаил Михайлович — глава администрации местного самоуправления г. Владикавказа
59. Шереметьева Элеонора Михайловна — глава Угличского муниципального округа Ярославской области
60. Шубин Михаил Владимирович — глава городского самоуправления (мэр) г. Обнинска Калужской области
61. Юрлин Юрий Петрович — глава местного самоуправления — глава администрации закрытого административно-территориального образования — г. Снежногорска Мурманской области

1. Путин Владимир Владимирович — Президент Российской Федерации (председатель Совета)
2. Мишустин Михаил Владимирович — Председатель Правительства Российской Федерации (заместитель председателя Совета)
3. Ярин Андрей Вениаминович — начальник Управления Президента Российской Федерации по внутренней политике (секретарь Совета)
4. Вайно Антон Эдуардович — Руководитель Администрации Президента Российской Федерации
5. Грачев Евгений Николаевич — заместитель начальника Управления Президента Российской Федерации по внутренней политике
6. Григоренко Дмитрий Юрьевич — заместитель Председателя Правительства Российской Федерации – руководитель Аппарата Правительства Российской Федерации
7. Гусева Ирина Михайловна — сопредседатель Ассоциации «Всероссийская ассоциация развития местного самоуправления» (по согласованию)
8. Диденко Алексей Николаевич — председатель Комитета Государственной Думы по региональной политике и местному самоуправлению (по согласованию)
9. Кидяев Виктор Борисович — депутат Государственной Думы Федерального Собрания Российской Федерации (по согласованию)
10. Кириенко Сергей Владиленович — первый заместитель Руководителя Администрации Президента Российской Федерации
11. Комиссаров Алексей Геннадиевич — исполняющий обязанности ректора Российской академии народного хозяйства и государственной службы при Президенте Российской Федерации», генеральный директор АНО «Россия – страна возможностей»
12. Патрушев Дмитрий Николаевич — Министр сельского хозяйства Российской Федерации
13. Решетников Максим Геннадьевич — Министр экономического развития Российской Федерации
14. Силуанов Антон Германович — Министр финансов Российской Федерации
15. Турчак Андрей Анатольевич — первый заместитель Председателя Совета Федерации Федерального Собрания Российской Федерации, председатель Совета по местному самоуправлению при Совете Федерации Федерального Собрания Российской Федерации (по согласованию)
16. Файзуллин Ирек Энварович — Министр строительства и жилищно-коммунального хозяйства Российской Федерации
17. Хуснуллин Марат Шакирзянович — Заместитель Председателя Правительства Российской Федерации
18. Чуйченко Константин Анатольевич — Министр юстиции Российской Федерации
19. Шевченко Андрей Анатольевич — председатель Комитета Совета Федерации по федеративному устройству, региональной политике, местному самоуправлению и делам Севера, сопредседатель Ассоциации «Всероссийская ассоциация развития местного самоуправления» (по согласованию)
20. Щёголев Игорь Олегович — полномочный представитель Президента Российской Федерации в Центральном федеральном округе
21. Якушев Владимир Владимирович — полномочный представитель Президента Российской Федерации в Уральском федеральном округе
22. Азаров Дмитрий Игоревич — Губернатор Самарской области (по согласованию)
23. Бельский Александр Николаевич — Председатель Законодательного Собрания Санкт-Петербурга (по согласованию)
24. Береснев Роман Александрович — Председатель Законодательного Собрания Кировской области (по согласованию)
25. Ведерников Михаил Юрьевич — Губернатор Псковской области
26. Воскресенский Станислав Сергеевич — губернатор Ивановской области (по согласованию)
27. Голубев Василий Юрьевич — Губернатор Ростовской области (по согласованию)
28. Даудов Магомед Хожахмедович — Председатель Парламента Чеченской Республики (по согласованию)
29. Зеленин Алексей Анатольевич — Председатель Законодательного Собрания Кемеровской области – Кузбасса (по согласованию)
30. Коков Казбек Валерьевич — Глава Кабардино-Балкарской Республики
31. Куйвашев Евгений Владимирович — Губернатор Свердловской области
32. Мазур Владимир Владимирович — Губернатор Томской области
33. Мартынов Игорь Александрович — Председатель Думы Астраханской области (по согласованию)
34. Никитин Глеб Сергеевич — Губернатор Нижегородской области
35. Орлов Василий Александрович — Губернатор Амурской области
36. Пасечник Леонид Иванович — временно исполняющий обязанности Главы Луганской Народной Республики
37. Пушилин Денис Владимирович — временно исполняющий обязанности Главы Донецкой Народной Республики
38. Унтилова Ирина Леонидовна — Председатель Законодательного Собрания Камчатского края (по согласованию)
39. Шапошников Алексей Валерьевич — Председатель Московской городской Думы (по согласованию)
40. Ямкин Сергей Миронович — Председатель Законодательного Собрания Ямало-Ненецкого автономного округа (по согласованию)
41. Баганцов Анатолий Николаевич — глава администрации Кардоникского сельского поселения Зеленчукского района Карачаево-Черкесской Республики (по согласованию)
42. Беляков Сергей Владимирович — глава Романовского сельского поселения Всеволожского района Ленинградской области (по согласованию)
43. Болотов Руслан Николаевич — мэр г. Иркутска (по согласованию)
44. Гофман Александр Павлович — глава Карасукского района Новосибирской области (по согласованию)
45. Данильченко Галина Викторовна — глава военно-гражданской администрации г. Мелитополя Запорожской области (по согласованию)
46. Ердюкова Елена Солтанбековна — глава Селихинского сельского поселения Комсомольского района Хабаровского края (по согласованию)
47. Карташова Марина Николаевна — глава Узловского района Тульской области (по согласованию)
48. Квон Вячеслав Васильевич — глава Артемовского городского округа Приморского края (по согласованию)
49. Култыгина Равиля Рамилевна — глава Николаевского сельсовета Кармаскалинского района Республики Башкортостан (по согласованию)
50. Кухарук Руслан Николаевич — глава г. Тюмени (по согласованию)
51. Максаков Владимир Владимирович — глава г. Иланский Иланского района Красноярского края (по согласованию)
52. Малхасян Андрей Сергеевич — глава Кольского района Мурманской области (по согласованию)
53. Марченко Владимир Васильевич — глава Волгограда (по согласованию)
54. Метшин Ильсур Раисович — мэр г. Казани (по согласованию)
55. Молчанов Артём Владимирович — мэр г. Ярославля (по согласованию)
56. Надсадин Сергей Александрович — мэр г. Южно-Сахалинска (по согласованию)
57. Накусов Борис Дагкоевич — глава Кировского района Республики Северная Осетия – Алания (по согласованию)
58. Пинаев Владислав Юрьевич — глава г. Нижний Тагил Свердловской области (по согласованию)
59. Розбаум Александр Рихардович — мэр Великого Новгорода (по согласованию)
60. Ряшин Максим Павлович — глава г. Ханты-Мансийска (по согласованию)
61. Склярова Людмила Арсентьевна — глава Новопавловского сельского поселения Белоглинского района Краснодарского края (по согласованию)
62. Спасский Алексей Петрович — глава Ленинского городского округа Московской области (по согласованию)
63. Трубочкин Владимир Сергеевич — глава Гиблицкого сельского поселения Касимовского района Рязанской области (по согласованию)
64. Уваркина Евгения Юрьевна — глава г. Липецка (по согласованию)
65. Ульянченко Иван Иванович — глава г. Ставрополя (по согласованию)
66. Чашина Наталия Фёдоровна — глава муниципального образования города федерального значения Санкт-Петербурга г. Кронштадт (по согласованию)
67. Шантаев Роман Сергеевич — глава Красногвардейского района Республики Крым (по согласованию)
68. Щелоков Александр Александрович — мэр г. Арзамаса Нижегородской области (по согласованию)
69. Ярусов Алексей Юрьевич — глава внутригородского муниципального образования г. Севастополя Гагаринский округ (по согласованию)

1. Путин Владимир Владимирович — Президент Российской Федерации (председатель Совета)
2. Мишустин Михаил Владимирович — Председатель Правительства Российской Федерации (заместитель председателя Совета)
3. Ярин Андрей Вениаминович — начальник Управления Президента Российской Федерации по внутренней политике (секретарь Совета)
4. Вайно Антон Эдуардович — Руководитель Администрации Президента Российской Федерации
5. Грачев Евгений Николаевич — заместитель начальника Управления Президента Российской Федерации по внутренней политике
6. Григоренко Дмитрий Юрьевич — заместитель Председателя Правительства Российской Федерации – руководитель Аппарата Правительства Российской Федерации
7. Гусева Ирина Михайловна — сопредседатель Ассоциации «Всероссийская ассоциация развития местного самоуправления» (по согласованию)
8. Диденко Алексей Николаевич — председатель Комитета Государственной Думы по региональной политике и местному самоуправлению (по согласованию)
9. Кидяев Виктор Борисович — депутат Государственной Думы Федерального Собрания Российской Федерации (по согласованию)
10. Кириенко Сергей Владиленович — первый заместитель Руководителя Администрации Президента Российской Федерации
11. Комиссаров Алексей Геннадиевич — ректор Российской академии народного хозяйства и государственной службы при Президенте Российской Федерации», генеральный директор АНО «Россия – страна возможностей»
12. Малхасян Андрей Сергеевич — исполнительный директор Ассоциации «Всероссийская ассоциация развития местного самоуправления» (по согласованию)
13. Патрушев Дмитрий Николаевич — Министр сельского хозяйства Российской Федерации
14. Решетников Максим Геннадьевич — Министр экономического развития Российской Федерации
15. Силуанов Антон Германович — Министр финансов Российской Федерации
16. Турчак Андрей Анатольевич — первый заместитель Председателя Совета Федерации Федерального Собрания Российской Федерации, председатель Совета по местному самоуправлению при Совете Федерации Федерального Собрания Российской Федерации (по согласованию)
17. Файзуллин Ирек Энварович — Министр строительства и жилищно-коммунального хозяйства Российской Федерации
18. Хуснуллин Марат Шакирзянович — Заместитель Председателя Правительства Российской Федерации
19. Чуйченко Константин Анатольевич — Министр юстиции Российской Федерации
20. Шевченко Андрей Анатольевич — председатель Комитета Совета Федерации по федеративному устройству, региональной политике, местному самоуправлению и делам Севера, сопредседатель Ассоциации «Всероссийская ассоциация развития местного самоуправления» (по согласованию)
21. Щёголев Игорь Олегович — полномочный представитель Президента Российской Федерации в Центральном федеральном округе
22. Якушев Владимир Владимирович — полномочный представитель Президента Российской Федерации в Уральском федеральном округе
23. Азаров Дмитрий Игоревич — Губернатор Самарской области (по согласованию)
24. Бельский Александр Николаевич — Председатель Законодательного Собрания Санкт-Петербурга (по согласованию)
25. Береснев Роман Александрович — Председатель Законодательного Собрания Кировской области (по согласованию)
26. Ведерников Михаил Юрьевич — Губернатор Псковской области
27. Воскресенский Станислав Сергеевич — губернатор Ивановской области (по согласованию)
28. Голубев Василий Юрьевич — Губернатор Ростовской области (по согласованию)
29. Даудов Магомед Хожахмедович — Председатель Парламента Чеченской Республики (по согласованию)
30. Зеленин Алексей Анатольевич — Председатель Законодательного Собрания Кемеровской области – Кузбасса (по согласованию)
31. Коков Казбек Валерьевич — Глава Кабардино-Балкарской Республики
32. Куйвашев Евгений Владимирович — Губернатор Свердловской области
33. Мазур Владимир Владимирович — Губернатор Томской области
34. Мартынов Игорь Александрович — Председатель Думы Астраханской области (по согласованию)
35. Никитин Глеб Сергеевич — Губернатор Нижегородской области
36. Орлов Василий Александрович — Губернатор Амурской области
37. Пасечник Леонид Иванович — Глава Луганской Народной Республики
38. Пушилин Денис Владимирович — Глава Донецкой Народной Республики
39. Унтилова Ирина Леонидовна — Председатель Законодательного Собрания Камчатского края (по согласованию)
40. Шапошников Алексей Валерьевич — Председатель Московской городской Думы (по согласованию)
41. Ямкин Сергей Миронович — Председатель Законодательного Собрания Ямало-Ненецкого автономного округа (по согласованию)
42. Баганцов Анатолий Николаевич — глава администрации Кардоникского сельского поселения Зеленчукского района Карачаево-Черкесской Республики (по согласованию)
43. Беляков Сергей Владимирович — глава Романовского сельского поселения Всеволожского района Ленинградской области (по согласованию)
44. Болотов Руслан Николаевич — мэр г. Иркутска (по согласованию)
45. Гофман Александр Павлович — глава Карасукского района Новосибирской области (по согласованию)
46. Данильченко Галина Викторовна — глава городского округа Мелитополь Запорожской области (по согласованию)
47. Ердюкова Елена Солтанбековна — глава Селихинского сельского поселения Комсомольского района Хабаровского края (по согласованию)
48. Карташова Марина Николаевна — глава Узловского района Тульской области (по согласованию)
49. Квон Вячеслав Васильевич — глава Артемовского городского округа Приморского края (по согласованию)
50. Култыгина Равиля Рамилевна — глава Николаевского сельсовета Кармаскалинского района Республики Башкортостан (по согласованию)
51. Кухарук Руслан Николаевич — глава г. Тюмени (по согласованию)
52. Максаков Владимир Владимирович — глава г. Иланский Иланского района Красноярского края (по согласованию)
53. Марченко Владимир Васильевич — глава Волгограда (по согласованию)
54. Метшин Ильсур Раисович — мэр г. Казани (по согласованию)
55. Молчанов Артём Владимирович — мэр г. Ярославля (по согласованию)
56. Надсадин Сергей Александрович — мэр г. Южно-Сахалинска (по согласованию)
57. Накусов Борис Дагкоевич — глава Кировского района Республики Северная Осетия – Алания (по согласованию)
58. Пинаев Владислав Юрьевич — глава г. Нижний Тагил Свердловской области (по согласованию)
59. Розбаум Александр Рихардович — мэр Великого Новгорода (по согласованию)
60. Ряшин Максим Павлович — глава г. Ханты-Мансийска (по согласованию)
61. Склярова Людмила Арсентьевна — глава Новопавловского сельского поселения Белоглинского района Краснодарского края (по согласованию)
62. Трубочкин Владимир Сергеевич — глава Гиблицкого сельского поселения Касимовского района Рязанской области (по согласованию)
63. Уваркина Евгения Юрьевна — глава г. Липецка (по согласованию)
64. Ульянченко Иван Иванович — глава г. Ставрополя (по согласованию)
65. Чашина Наталия Фёдоровна — глава муниципального образования города федерального значения Санкт-Петербурга г. Кронштадт (по согласованию)
66. Шантаев Роман Сергеевич — глава Красногвардейского района Республики Крым (по согласованию)
67. Щелоков Александр Александрович — мэр г. Арзамаса Нижегородской области (по согласованию)
68. Ярусов Алексей Юрьевич — глава внутригородского муниципального образования г. Севастополя Гагаринский округ (по согласованию)